# National Football League 1999
La stagione NFL 1999 fu la 80ª stagione sportiva della National Football League, la massima lega professionistica statunitense di football americano. La finale del campionato, il Super Bowl XXXIV, si disputò il 30 gennaio 2000 al Georgia Dome di Atlanta, in Georgia e si concluse con la vittoria dei Saint Louis Rams sui Tennessee Titans per 23 a 16. La stagione iniziò il 12 settembre 1999 e si concluse con il Pro Bowl 2000 che si tenne il 6 febbraio 2000 a Honolulu.
La stagione vide il ritorno alle competizioni dei Cleveland Browns per la prima volta dal 1995. Questo fatto portò il numero di squadre della lega a 31 (era dal 1966 che la NFL non contava un numero dispari di squadre) e indusse gli organizzatori a stabilire un calendario di 17 giornate in cui una squadra avrebbe dovuto osservare un turno di riposo. Prima di questa stagione non era mai accaduto che nessuna squadra avesse osservato un turno di riposo nelle prime due giornate o nelle ultime sette, ma con il nuovo calendario, le prime due e le ultime otto giornate videro una squadra riposare, mentre le sette giornate dalla terza alla nona videro riposare tre squadre. Questo calendario rimase in vigore fino alla riorganizzazione del 2002 in cui il numero di squadre passò a 32 con l'introduzione degli Houston Texans.
Sempre in questa stagione i Tennessee Oilers cambiarono la loro denominazione in Tennessee Titans ed il nome Oilers venne ritirato dalla NFL. Fu la prima volta che la lega decise di ritirare il nome di una franchigia.
La stagione vide inoltre il ritorno dell'uso dell'instant replay come parte integrante dell'arbitraggio.
A causa delle preoccupazione per il millennium bug, la NFL decise di non disputare l'inizio dei play-off il 1º gennaio del 2000, ma spostò l'ultima giornata della stagione regolare il 2 gennaio ed i play-off furono spostati all'8 gennaio.

## Modifiche alle regole
- Venne stabilito che lo sgambetto (clipping) fosse illegale anche attorno alla linea di scrimmage così come lo era nel resto del campo.
- Venne istituito un nuovo sistema di instant replay (diverso da quello precedentemente in vigore dal 1986 al 1991) ispirato a quello già usato nella USFL nel 1985 con le seguenti caratteristiche:
  - In ogni partita ogni squadra ha a disposizione due richieste di revisione di una decisione arbitrale (in inglese: challange). Ogni richiesta comporta l'uso di un time out da parte della squadra richiedente. Se la richiesta ha esito positivo e ottiene la revisione della decisione arbitrale, il time out non viene assegnato.
  - Negli ultimi due minuti del secondo e del quarto quarto di gioco e durante tutti i tempi supplementari le revisioni potranno essere richieste da un arbitro chiamato Replay Assistant. Tale arbitro ha facoltà di richiedere un numero illimitato di revisioni indipendentemente dal numero di time out rimasti a disposizione delle squadre e le sue richieste non comportano l'assegnazione di nessun time out.
  - Tutti i replay saranno riportati all'arbitro principale su un monitor a livello del campo. La decisione presa sul campo sarà rovesciata solo se risulterà evidente dal replay. L'arbitro ha 90 secondi a disposizione per rivedere l'azione.
  - Gli arbitri verranno avvertiti della richiesta di revisione tramite un dispositivo elettronico a vibrazione. Ogni capo allenatore ha inoltre a disposizione un fazzoletto rosso (red flag) con cui segnalare la richiesta.
  - Il sistema di replay può essere usato solo per decidere le seguenti situazioni:
    - realizzazione o meno di punti
    - passaggio incompleto, completato o intercettato
    - recupero di palla persa dentro o fuori dal campo
    - tocco di un passaggio da parte di ricevitori ineleggibili o difensori
    - passaggio o fumble del quarterback
    - passaggio in avanti illegale
    - passaggio in avanti o indietro
    - portatore di palla down by contact
    - raggiungimento del primo down
    - palla toccata su un calcio
    - troppi uomini sul terreno

## Stagione regolare
La stagione regolare iniziò il 12 settembre e terminò il 3 gennaio 2000, si svolse in 17 giornate durante le quali ogni squadra disputò 16 partite.

### Risultati della stagione regolare
- V = Vittorie, S = Sconfitte, P = Pareggi, PCT = Percentuale di vittorie, PF = Punti Fatti, PS = Punti Subiti
- La qualificazione ai play-off è indicata in verde (tra parentesi il seed)

| AFC East               |    |   |   |     |     |     |
| Squadra                | V  | S | P | PCT | PF  | PS  |
| (2) Indianapolis Colts | 13 | 3 | 0 | 813 | 423 | 333 |
| (5) Buffalo Bills      | 11 | 5 | 0 | 688 | 320 | 229 |
| (6) Miami Dolphins     | 9  | 7 | 0 | 563 | 326 | 336 |
| New York Jets          | 8  | 8 | 0 | 500 | 308 | 309 |
| New England Patriots   | 8  | 8 | 0 | 500 | 299 | 284 |

| NFC East                |    |    |   |     |     |     |
| Squadra                 | V  | S  | P | PCT | PF  | PS  |
| (3) Washington Redskins | 10 | 6  | 0 | 625 | 443 | 377 |
| (5) Dallas Cowboys      | 8  | 8  | 0 | 500 | 352 | 276 |
| New York Giants         | 7  | 9  | 0 | 438 | 299 | 358 |
| Arizona Cardinals       | 6  | 10 | 0 | 375 | 245 | 382 |
| Philadelphia Eagles     | 5  | 11 | 0 | 313 | 272 | 357 |

| AFC Central              |    |    |   |     |     |     |
| Squadra                  | V  | S  | P | PCT | PF  | PS  |
| (1) Jacksonville Jaguars | 14 | 2  | 0 | 875 | 396 | 217 |
| (4) Tennessee Titans     | 13 | 3  | 0 | 813 | 392 | 324 |
| Baltimore Ravens         | 8  | 8  | 0 | 500 | 324 | 277 |
| Pittsburgh Steelers      | 6  | 10 | 0 | 375 | 317 | 320 |
| Cincinnati Bengals       | 4  | 12 | 0 | 250 | 283 | 460 |
| Cleveland Browns         | 2  | 14 | 0 | 125 | 217 | 437 |

| NFC Central              |    |    |   |     |     |     |
| Squadra                  | V  | S  | P | PCT | PF  | PS  |
| (2) Tampa Bay Buccaneers | 11 | 5  | 0 | 688 | 270 | 235 |
| (4) Minnesota Vikings    | 10 | 6  | 0 | 625 | 399 | 335 |
| (6) Detroit Lions        | 8  | 8  | 0 | 500 | 322 | 323 |
| Green Bay Packers        | 8  | 8  | 0 | 500 | 357 | 341 |
| Chicago Bears            | 6  | 10 | 0 | 375 | 272 | 341 |

| AFC West             |   |    |   |     |     |     |
| Squadra              | V | S  | P | PCT | PF  | PS  |
| (3) Seattle Seahawks | 9 | 7  | 0 | 563 | 338 | 298 |
| Kansas City Chiefs   | 9 | 7  | 0 | 563 | 390 | 322 |
| San Diego Chargers   | 8 | 8  | 0 | 500 | 269 | 316 |
| Oakland Raiders      | 8 | 8  | 0 | 500 | 390 | 329 |
| Denver Broncos       | 6 | 10 | 0 | 375 | 314 | 318 |

| NFC West             |    |    |   |     |     |     |
| Squadra              | V  | S  | P | PCT | PF  | PS  |
| (1) Saint Louis Rams | 13 | 3  | 0 | 813 | 526 | 242 |
| Carolina Panthers    | 8  | 8  | 0 | 500 | 421 | 381 |
| Atlanta Falcons      | 5  | 11 | 0 | 313 | 285 | 380 |
| San Francisco 49ers  | 4  | 12 | 0 | 250 | 295 | 453 |
| New Orleans Saints   | 3  | 13 | 0 | 188 | 260 | 434 |

## Play-off
I play-off iniziarono con il Wild Card Weekend l'8 e 9 gennaio 2000. I Divisional Playoff si giocarono il 15 e 16 gennaio e i Conference Championship Game il 23 gennaio. Il Super Bowl XXXIV si giocò il 30 gennaio al Georgia Dome di Atlanta.

### Seeding
| Seed | American Football Conference                 | National Football Conference                 |
| ---- | -------------------------------------------- | -------------------------------------------- |
| 1    | Jacksonville Jaguars (vincitori AFC Central) | Saint Louis Rams (vincitori NFC West)        |
| 2    | Indianapolis Colts (vincitori AFC East)      | Tampa Bay Buccaneers (vincitori NFC Central) |
| 3    | Seattle Seahawks (vincitori AFC West)        | Washington Redskins (vincitori NFC East)     |
| 4    | Tennessee Titans                             | Minnesota Vikings                            |
| 5    | Buffalo Bills                                | Dallas Cowboys                               |
| 6    | Miami Dolphins                               | Detroit Lions                                |

### Incontri
| Wild Card Game | Wild Card Game                | Wild Card Game                | Wild Card Game                |    |              | Divisional Play-off                | Divisional Play-off                | Divisional Play-off                |                               |                               | Conference Championship       | Conference Championship | Conference Championship |  |  | Super Bowl XXXIV | Super Bowl XXXIV | Super Bowl XXXIV | Super Bowl XXXIV | Super Bowl XXXIV |
|                |                               |                               |                               |    |              |                                    |                                    |                                    |                               |                               |                               |                         |                         |  |  |                  |                  |                  |                  |                  |
|                | 8 gennaio - FedExField        | 8 gennaio - FedExField        | 8 gennaio - FedExField        |    |              | 15 gennaio - Raymond James Stadium | 15 gennaio - Raymond James Stadium | 15 gennaio - Raymond James Stadium |                               |                               |                               |                         |                         |  |  |                  |                  |                  |                  |                  |
|                | 8 gennaio - FedExField        | 8 gennaio - FedExField        | 8 gennaio - FedExField        |    |              | 15 gennaio - Raymond James Stadium | 15 gennaio - Raymond James Stadium | 15 gennaio - Raymond James Stadium |                               |                               |                               |                         |                         |  |  |                  |                  |                  |                  |                  |
|                | 8 gennaio - FedExField        | 8 gennaio - FedExField        | 8 gennaio - FedExField        |    |              | 15 gennaio - Raymond James Stadium | 15 gennaio - Raymond James Stadium | 15 gennaio - Raymond James Stadium |                               |                               |                               |                         |                         |  |  |                  |                  |                  |                  |                  |
|                | 8 gennaio - FedExField        | 8 gennaio - FedExField        | 8 gennaio - FedExField        |    |              | 15 gennaio - Raymond James Stadium | 15 gennaio - Raymond James Stadium | 15 gennaio - Raymond James Stadium |                               |                               |                               |                         |                         |  |  |                  |                  |                  |                  |                  |
|                | 6                             | Detroit                       | 13                            |    |              | 15 gennaio - Raymond James Stadium | 15 gennaio - Raymond James Stadium | 15 gennaio - Raymond James Stadium |                               |                               |                               |                         |                         |  |  |                  |                  |                  |                  |                  |
|                | 6                             | Detroit                       | 13                            | 3  | Washington   | 13                                 |                                    |                                    |                               |                               |                               |                         |                         |  |  |                  |                  |                  |                  |                  |
|                | 3                             | Washington                    | 27                            | 3  | Washington   | 13                                 |                                    |                                    | 23 gennaio - Trans World Dome | 23 gennaio - Trans World Dome | 23 gennaio - Trans World Dome |                         |                         |  |  |                  |                  |                  |                  |                  |
|                | 3                             | Washington                    | 27                            | 2  | Tampa Bay    | 14                                 |                                    |                                    | 23 gennaio - Trans World Dome | 23 gennaio - Trans World Dome | 23 gennaio - Trans World Dome |                         |                         |  |  |                  |                  |                  |                  |                  |
|                |                               |                               |                               | 2  | Tampa Bay    | 14                                 |                                    |                                    | 23 gennaio - Trans World Dome | 23 gennaio - Trans World Dome | 23 gennaio - Trans World Dome |                         |                         |  |  |                  |                  |                  |                  |                  |
|                |                               |                               |                               |    |              |                                    |                                    |                                    | 23 gennaio - Trans World Dome | 23 gennaio - Trans World Dome | 23 gennaio - Trans World Dome |                         |                         |  |  |                  |                  |                  |                  |                  |
|                | 9 gennaio - Metrodome         | 9 gennaio - Metrodome         | 9 gennaio - Metrodome         | 2  | Tampa Bay    | 6                                  |                                    |                                    |                               |                               |                               |                         |                         |  |  |                  |                  |                  |                  |                  |
|                | 9 gennaio - Metrodome         | 9 gennaio - Metrodome         | 9 gennaio - Metrodome         | 2  | Tampa Bay    | 6                                  | 16 gennaio - Trans World Dome      |                                    |                               |                               |                               |                         |                         |  |  |                  |                  |                  |                  |                  |
|                | 9 gennaio - Metrodome         | 9 gennaio - Metrodome         | 9 gennaio - Metrodome         |    | 1            | Saint Louis                        | 11                                 |                                    |                               |                               |                               |                         |                         |  |  |                  |                  |                  |                  |                  |
|                | 9 gennaio - Metrodome         | 9 gennaio - Metrodome         | 9 gennaio - Metrodome         |    | 1            | Saint Louis                        | 11                                 |                                    |                               |                               |                               |                         |                         |  |  |                  |                  |                  |                  |                  |
|                | 5                             | Dallas                        | 10                            |    |              |                                    |                                    |                                    |                               |                               |                               |                         |                         |  |  |                  |                  |                  |                  |                  |
|                | 5                             | Dallas                        | 10                            | 4  | Minnesota    | 37                                 |                                    |                                    |                               |                               |                               |                         |                         |  |  |                  |                  |                  |                  |                  |
|                | 4                             | Minnesota                     | 27                            | 4  | Minnesota    | 37                                 |                                    |                                    | 30 gennaio - Georgia Dome     | 30 gennaio - Georgia Dome     | 30 gennaio - Georgia Dome     |                         |                         |  |  |                  |                  |                  |                  |                  |
|                | 4                             | Minnesota                     | 27                            | 1  | Saint Louis  | 49                                 |                                    |                                    | 30 gennaio - Georgia Dome     | 30 gennaio - Georgia Dome     | 30 gennaio - Georgia Dome     |                         |                         |  |  |                  |                  |                  |                  |                  |
|                |                               |                               |                               | 1  | Saint Louis  | 49                                 |                                    |                                    |                               | 30 gennaio - Georgia Dome     | 30 gennaio - Georgia Dome     |                         |                         |  |  |                  |                  |                  |                  |                  |
|                |                               |                               |                               |    |              |                                    |                                    |                                    |                               | 30 gennaio - Georgia Dome     | 30 gennaio - Georgia Dome     |                         |                         |  |  |                  |                  |                  |                  |                  |
|                | 8 gennaio - Adelphia Coliseum | 8 gennaio - Adelphia Coliseum | 8 gennaio - Adelphia Coliseum | N1 | Saint Louis  | 23                                 |                                    |                                    |                               |                               |                               |                         |                         |  |  |                  |                  |                  |                  |                  |
|                | 8 gennaio - Adelphia Coliseum | 8 gennaio - Adelphia Coliseum | 8 gennaio - Adelphia Coliseum | N1 | Saint Louis  | 23                                 | 16 gennaio - RCA Dome              |                                    |                               |                               |                               |                         |                         |  |  |                  |                  |                  |                  |                  |
|                | 8 gennaio - Adelphia Coliseum | 8 gennaio - Adelphia Coliseum | 8 gennaio - Adelphia Coliseum |    | A4           | Tennessee                          | 16                                 |                                    |                               |                               |                               |                         |                         |  |  |                  |                  |                  |                  |                  |
|                | 8 gennaio - Adelphia Coliseum | 8 gennaio - Adelphia Coliseum | 8 gennaio - Adelphia Coliseum |    | A4           | Tennessee                          | 16                                 |                                    |                               |                               |                               |                         |                         |  |  |                  |                  |                  |                  |                  |
|                | 5                             | Buffalo                       | 16                            |    |              |                                    |                                    |                                    |                               |                               |                               |                         |                         |  |  |                  |                  |                  |                  |                  |
|                | 5                             | Buffalo                       | 16                            | 4  | Tennessee    | 19                                 |                                    |                                    |                               |                               |                               |                         |                         |  |  |                  |                  |                  |                  |                  |
|                | 4                             | Tennessee                     | 22                            | 4  | Tennessee    | 19                                 |                                    |                                    | 23 gennaio - ALLTEL Stadium   | 23 gennaio - ALLTEL Stadium   | 23 gennaio - ALLTEL Stadium   |                         |                         |  |  |                  |                  |                  |                  |                  |
|                | 4                             | Tennessee                     | 22                            | 2  | Indianapolis | 16                                 |                                    |                                    | 23 gennaio - ALLTEL Stadium   | 23 gennaio - ALLTEL Stadium   | 23 gennaio - ALLTEL Stadium   |                         |                         |  |  |                  |                  |                  |                  |                  |
|                |                               |                               |                               | 2  | Indianapolis | 16                                 |                                    |                                    | 23 gennaio - ALLTEL Stadium   | 23 gennaio - ALLTEL Stadium   | 23 gennaio - ALLTEL Stadium   |                         |                         |  |  |                  |                  |                  |                  |                  |
|                |                               |                               |                               |    |              |                                    |                                    |                                    | 23 gennaio - ALLTEL Stadium   | 23 gennaio - ALLTEL Stadium   | 23 gennaio - ALLTEL Stadium   |                         |                         |  |  |                  |                  |                  |                  |                  |
|                | 9 gennaio - The Kingdome      | 9 gennaio - The Kingdome      | 9 gennaio - The Kingdome      | 4  | Tennessee    | 33                                 |                                    |                                    |                               |                               |                               |                         |                         |  |  |                  |                  |                  |                  |                  |
|                | 9 gennaio - The Kingdome      | 9 gennaio - The Kingdome      | 9 gennaio - The Kingdome      | 4  | Tennessee    | 33                                 | 15 gennaio - ALLTEL Stadium        |                                    |                               |                               |                               |                         |                         |  |  |                  |                  |                  |                  |                  |
|                | 9 gennaio - The Kingdome      | 9 gennaio - The Kingdome      | 9 gennaio - The Kingdome      |    | 1            | Jacksonville                       | 14                                 |                                    |                               |                               |                               |                         |                         |  |  |                  |                  |                  |                  |                  |
|                | 9 gennaio - The Kingdome      | 9 gennaio - The Kingdome      | 9 gennaio - The Kingdome      |    | 1            | Jacksonville                       | 14                                 |                                    |                               |                               |                               |                         |                         |  |  |                  |                  |                  |                  |                  |
|                | 6                             | Miami                         | 20                            |    |              |                                    |                                    |                                    |                               |                               |                               |                         |                         |  |  |                  |                  |                  |                  |                  |
|                | 6                             | Miami                         | 20                            | 6  | Miami        | 7                                  |                                    |                                    |                               |                               |                               |                         |                         |  |  |                  |                  |                  |                  |                  |
|                | 3                             | Seattle                       | 17                            | 6  | Miami        | 7                                  |                                    |                                    |                               |                               |                               |                         |                         |  |  |                  |                  |                  |                  |                  |
|                | 3                             | Seattle                       | 17                            | 1  | Jacksonville | 62                                 |                                    |                                    |                               |                               |                               |                         |                         |  |  |                  |                  |                  |                  |                  |

### Vincitore
| Vincitori del Super Bowl XXXIV St. Louis Rams 3º titolo (1º Super Bowl) |

## Premi individuali
| MVP della NFL                 | Kurt Warner, Quarterback, St. Louis           |
| Allenatore dell'anno          | Dick Vermeil, St. Louis                       |
| Giocatore offensivo dell'anno | Marshall Faulk, Running back, St. Louis       |
| Difensore dell'anno           | Warren Sapp, Defensive tackle, Tampa Bay      |
| Rookie offensivo dell'anno    | Edgerrin James, Running Back, Indianapolis    |
| Rookie difensivo dell'anno    | Jevon Kearse, Defensive end, Tennessee        |
| Comeback Player of the Year   | Bryant Young, Defensive Tackle, San Francisco |